# Сасыкколь
Сасыкко́ль (каз. Сасықкөл, также Гнилое озеро, не совсем правильно, Сасык-куль) — озеро на границе Абайской и Жетысуской областей, в восточной части Балхаш-Алакольской котловины в юго-восточном Казахстане, на высоте 350 м над уровнем моря. Находится к северо-западу от озера Алаколь, от которого отделено менее крупным озером Кошкарколь.
Озеро имеет тектоническое происхождение, проточное. Площадь поверхность Сасыкколя достигает 736 км² (вместе с островами 747 км²), длина 49,6 км, ширина до 20 км, средняя глубина 3,3 м. Максимальная глубина — 4,7 метра. Объём воды 2,43 млрд м³.
Берега низкие, изрезанные, их окаймляют заросли тростника. В юго-восточной части озера длинный полуостров Аралтобе, в северо-западной части — остров Аралтобе. Три небольших речки питают озеро: Тентек, Каракол и Ай. Из Сасыкколя вытекает река Жинишкесу, впадающая в озеро Кошкарколь. Температура воды в озере летом 29 °C. Ледостав с конца ноября до апреля.
В Сасыкколе водится сазан, судак, маринка, окунь и другие виды рыб.
Колебания уровня воды в течение года могут достигать 60 см.
Есть остров Аралтобе и залив Барган.